# Zmorsznik mały
Pseudovadonia livida Fabricius, 1776 (3806963957).jpg
Zmorsznik mały (Pseudovadonia livida) – gatunek chrząszcza z rodziny kózkowatych. 